# Galleria Sabauda

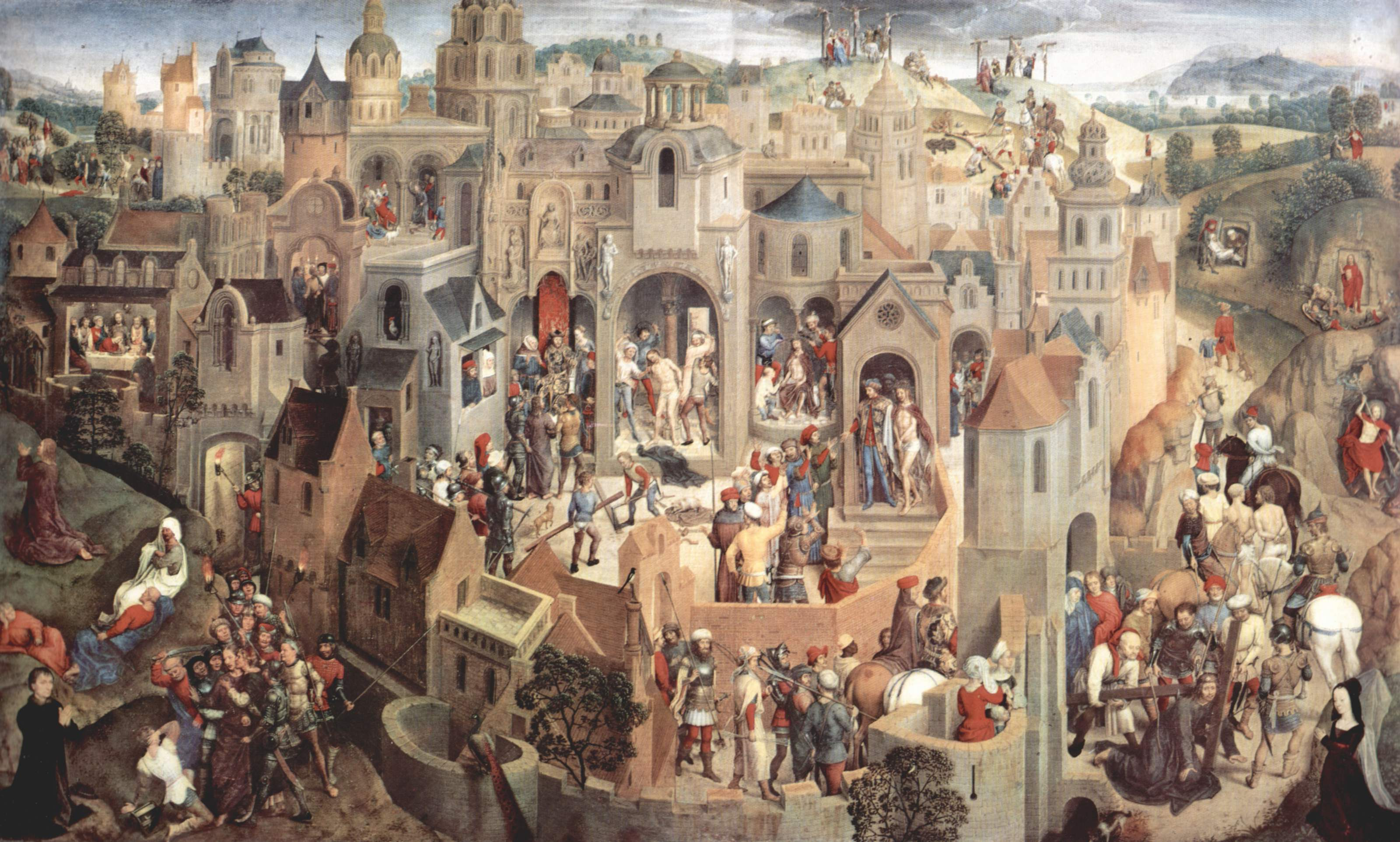
Hans Memling, Passione di Cristo

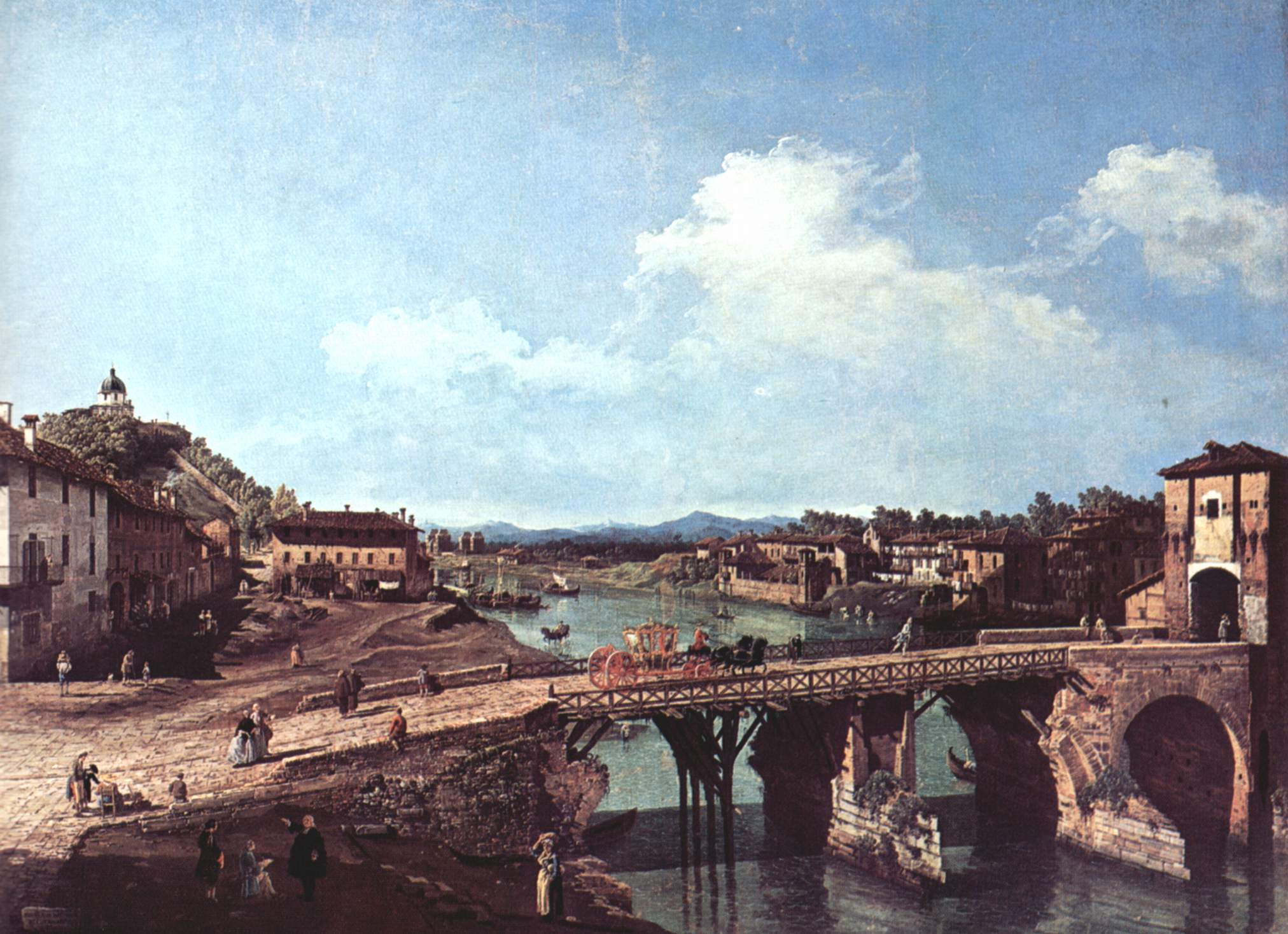
Bernardo Bellotto, Veduta del vecchio ponte sul Po a Torino

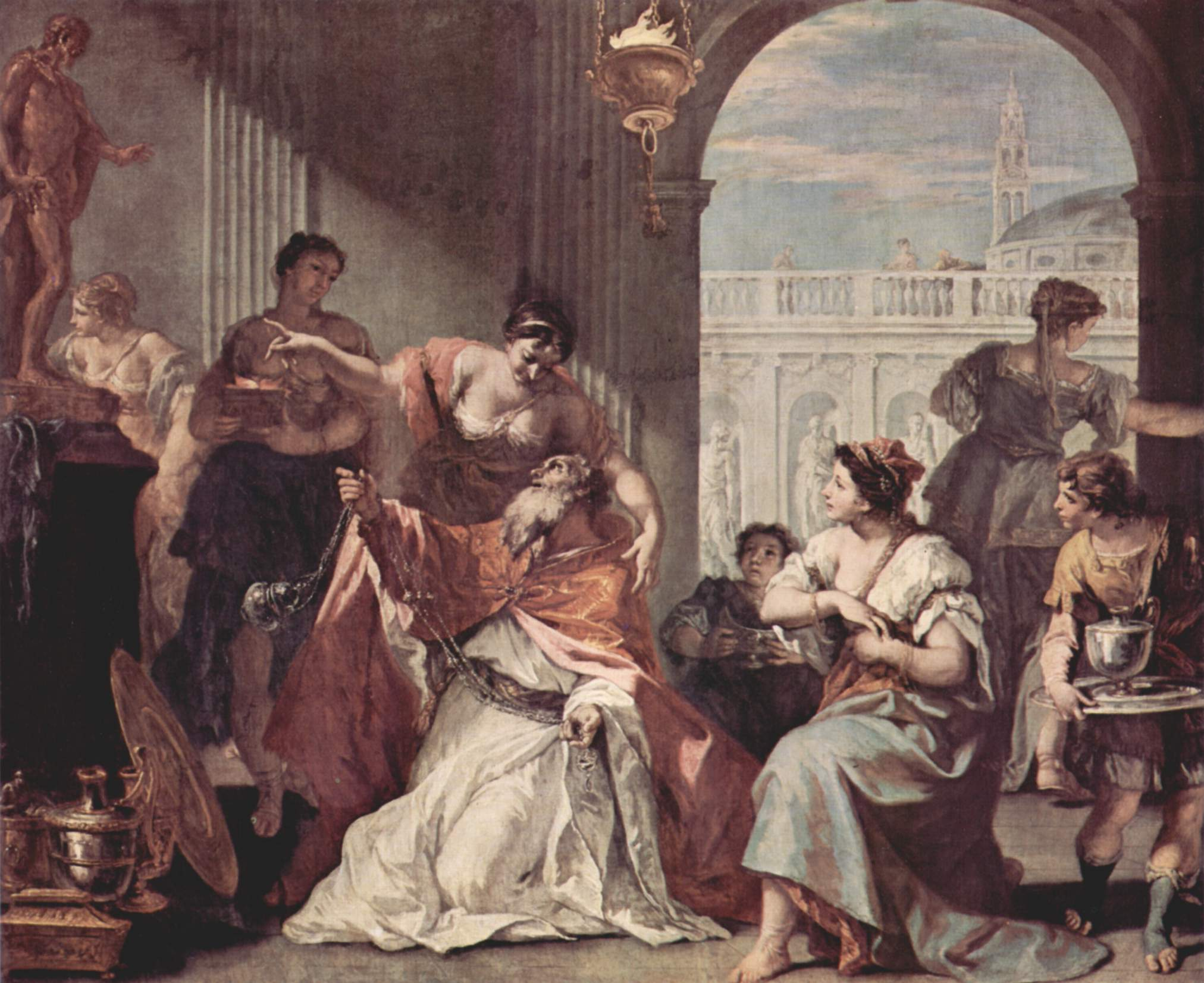
Sebastiano Ricci, Re Salomone adora gli idoli

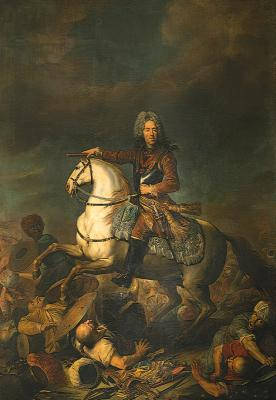
Jacob van Schuppen, Principe Eugenio vittorioso sui Turchi

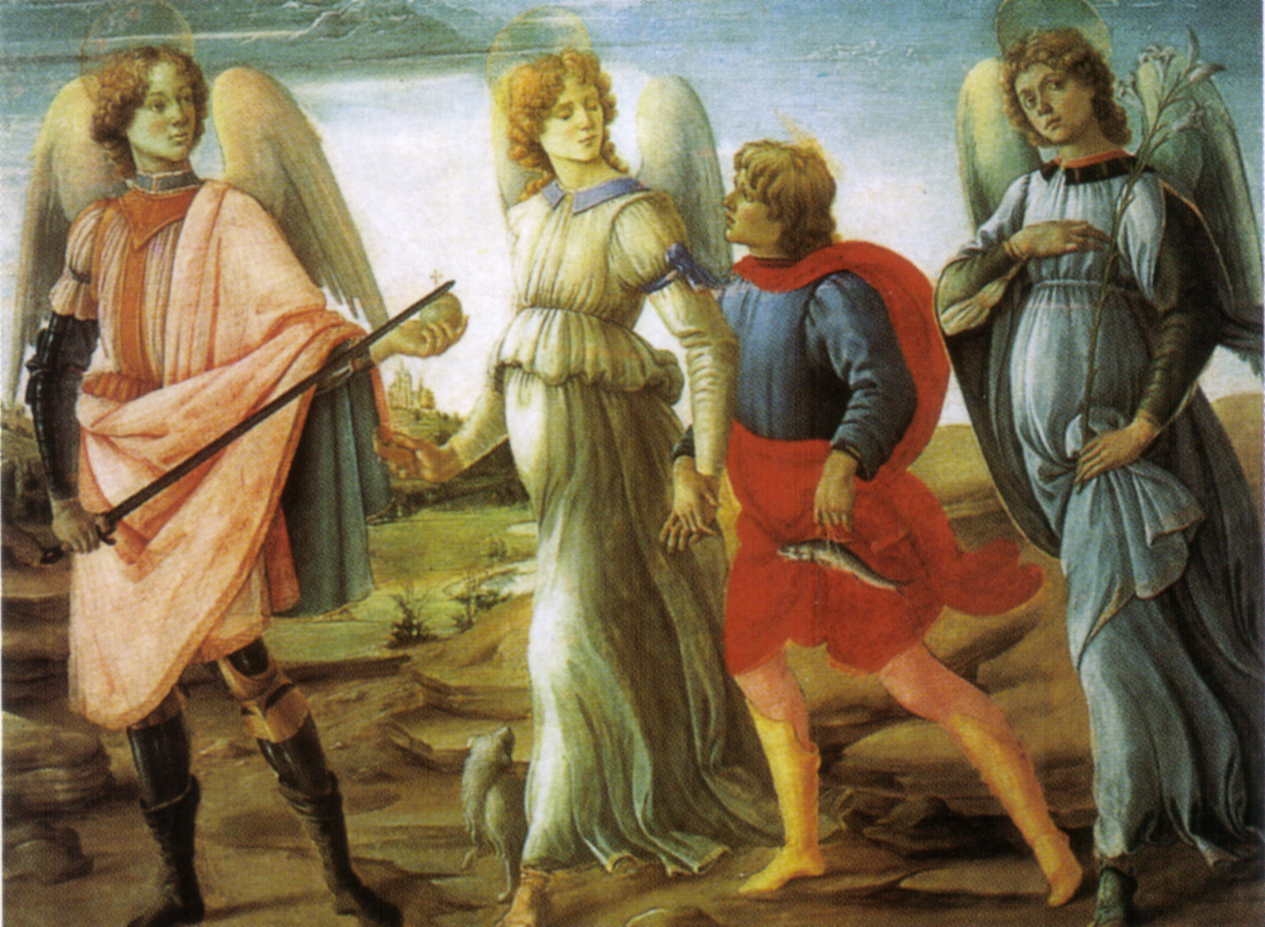
Filippino Lippi, Tre arcangeli e Tobiolo

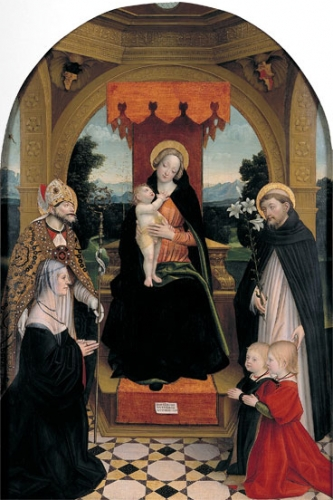
Gerolamo Giovenone, Pala Buronzo

La Galleria Sabauda è una pinacoteca situata a Torino e costituisce una delle più importanti collezioni pittoriche presenti in Italia.
Ospitata dal 2014 nella Manica Nuova del Palazzo Reale, all'interno del complesso del Musei Reali di Torino, conserva oltre 700 dipinti che spaziano dal XIII al XX secolo. Fra i contenuti di maggior interesse spicca una raccolta particolarmente importante di autori piemontesi, fra cui Giovanni Martino Spanzotti, Macrino d'Alba, Gerolamo Giovenone, Bernardino Lanino, Il Moncalvo, Tanzio da Varallo, Gaudenzio Ferrari e Defendente Ferrari, un vasto assortimento di opere prodotte da alcuni dei maggiori nomi della pittura italiana, come Beato Angelico, Duccio di Boninsegna, Piero del Pollaiolo, Andrea Mantegna, Bronzino, Filippino Lippi, Daniele da Volterra, Il Veronese, Tintoretto, Guercino, Orazio Gentileschi, Giambattista Tiepolo, Guido Reni, Bernardo Bellotto e uno dei migliori nuclei italiani di dipinti della Scuola Fiamminga, con nomi quali Van Dyck, Rubens, Rembrandt, i Brueghel, Memling e Van Eyck.
Nel 2018 il complesso dei Musei Reali, che comprende il Palazzo Reale, la Galleria Sabauda, l'Armeria Reale, la Biblioteca Reale, il Museo Archeologico e le mostre ospitate a Palazzo Chiablese, è stato visitato da 515 632 visitatori.

## Storia
Le origini della collezione si legano strettamente alla Casa Savoia: essa prese forma stabile a Torino durante la seconda metà del XVI secolo, quando Emanuele Filiberto decise di trasferire proprio a Torino la capitale del ducato, in precedenza a Chambéry.
Il museo vero e proprio venne istituito, per concessione di re Carlo Alberto, il 2 ottobre del 1832 (giorno del suo compleanno) con il nome di Reale Galleria e sistemata nelle sale di Palazzo Madama. Si apriva così al pubblico una quadreria famosa in tutta Europa, frutto della secolare passione collezionistica di Casa Savoia (già ne parlava nel 1590, in termini molto elogiativi, il pittore lombardo Giovan Paolo Lomazzo nella sua Idea del tempio della pittura).
Mentore e primo direttore della Galleria fu Roberto d'Azeglio che nel 1836 avviò la pubblicazione, in fascicoli con preziose riproduzioni a stampa, del primo catalogo della collezione che riuniva, a quel tempo, 365 opere provenienti da Palazzo Reale, dal Palazzo Carignano di Torino e dal Palazzo Durazzo di Genova.
Al disegno politico-culturale di Carlo Alberto si deve la dotazione di un fondo di gestione autonomo, assieme alla esortazione in favore di un programma di acquisizioni che desse adeguato spazio alle varie scuole italiane ed "ultramontane".
Nel 1848 l'insediamento del Senato in Palazzo Madama pose ben presto l'esigenza di individuare una nuova sede per la galleria. Solo nel 1865 – grazie agli sforzi organizzativi di Massimo d'Azeglio, succeduto come direttore al più anziano fratello Roberto – si realizzò il trasferimento al secondo piano del Palazzo dell'Accademia delle Scienze (edificato a partire dal 1679 su progetto di Guarino Guarini come  "Collegio dei Nobili"). Purtroppo questo sforzo si rilevò controproducente perché Palazzo Madama si rese di nuovo pienamente disponibile nello stesso 1865, quando il Senato si trasferì a Firenze (con lo spostamento della capitale) a seguito della Convenzione di settembre, lasciando una sede molto prestigiosa per quella che era considerata un'appendice del Museo Egizio (già ospitato nel Palazzo dell'Accademia delle Scienze). Nel frattempo, nel 1860, il re Vittorio Emanuele II aveva compiuto il munifico gesto di donazione della Galleria alla Nazione, ponendola alle dipendenze del Ministero della Pubblica Istruzione.
Nella nuova sede i quadri furono ordinati secondo la canonica suddivisione cronologica e per scuole pittoriche di appartenenza, con uno spazio importante dedicato sin da allora alla pittura piemontese del XV e XVI secolo.

Fu nel 1933, in occasione del centenario dell'istituzione, che la pinacoteca assunse la definitiva denominazione di "Galleria Sabauda".
Lo sviluppo della Galleria fu segnato da una costante crescita del patrimonio artistico. Fra i contributi più importanti vi fu quello dell'industriale biellese Riccardo Gualino, il cui primo, importante blocco giunse nel 1930. Negli anni Cinquanta, per cura museografica dell'architetto Piero Sanpaolesi e museologica della Soprintendente Noemi Gabrielli, la Galleria fu sottoposta a un completo progetto di riallestimento. Il progetto - nonostante il contrasto fra Sanpaolesi e Gabrielli, sfociato in una causa giudiziaria - venne unanimemente considerato uno dei capolavori della museologia italiana del dopoguerra.
Fra gli anni Ottanta e Novanta la Galleria fu al centro di continui lavori di modifica e riallestimento, mirati da un lato a ampliare il numero delle opere esposte, dall'altro a modificare il percorso di visita in base ai diversi nuclei di collezionismo: grande evidenza fu data, in particolare, alla collezione del Principe Eugenio di Savoia, che, un tempo a Vienna, era giunta in Piemonte nel corso del XVIII secolo. Tali modifiche di fatto incisero in modo profondo sull'originario progetto Sanpaolesi-Gabrielli, che rimase leggibile sostanzialmente soltanto nell'atrio d'ingresso. Sempre in questo periodo si diede avvio a una massiccia campagna di restauro dei dipinti, in particolare di quelli su tavola, al loro adattamento a cornici preesistenti e infine a una prima considerazione critica delle opere del Novecento, in particolare dei Sei di Torino.
Nel 1998, per adeguare la Galleria alle sempre più pressanti richieste di spazi, luce e servizi - fra cui uno spazio per l'esposizione temporanea - ebbero inizio le procedure per il trasferimento in una nuova sede, la terza della sua storia. Nei mesi a seguire tale nuova sede fu individuata nella cosiddetta "Manica Nuova" del Palazzo Reale, un corpo architettonico realizzato fra XIX e XX secolo da Emilio Stramucci accanto al Duomo, in via XX Settembre 88. Questa decisione, presa inizialmente dal Direttore Regionale Pittarello, sarebbe stata confermata dai successivi Direttori e Soprintendenti, anche sulla base della progressiva disaffezione del pubblico verso il museo, che negli ultimi anni totalizzava circa 30 000 spettatori annui, scuole comprese. Il progetto diventò concreto grazie a un sostegno finanziario di 35 milioni di euro. Nel 2003 lo Studio Albini di Milano vinse la gara per il progetto museografico della Galleria. Il progetto, approvato fra l'altro dall'allora Soprintendente ai Beni Artistici Carla Enrica Spantigati, prevedeva che i quadri della Galleria venissero montati su pannelli rigidi; sotto il profilo architettonico, lo Studio Albini inoltre previde la liberazione delle superfetazioni murarie, che ottundevano gli spazi originali di Stramucci.
I lavori, affidati al Gruppo Gozzo Edart di Torino, proseguirono negli anni a seguire. Nei primi mesi del 2012 il piano terreno era pronto ad accogliere una parte dei dipinti. Nell'aprile 2012 la vecchia sede della Sabauda venne definitivamente chiusa: quindici giorni più tardi 99 opere, scelte fra le più significative del museo, vennero accolte nel piano terreno della "Manica Nuova", nell'ambito di una mostra temporanea a cura del Soprintendente Edith Gabrielli; contestualmente altre 74 opere, già parte della collezione del Principe Eugenio di Savoia, furono spostate nel complesso della Venaria Reale, nell'ambito di una mostra sullo stesso Principe Eugenio di Savoia curata dalla ex Soprintendente Spantigati. L'intera operazione, dal titolo "I quadri del Re", aveva l'obiettivo di garantire almeno in parte la fruizione di una parte significativa della Galleria Sabauda anche durante la fase di trasferimento.
La chiusura della vecchia sede della Galleria Sabauda e la conseguente operazione di trasferimento suscitarono alcune polemiche. Sulla stampa quotidiana corse voce di un presunto danneggiamento dei quadri in occasione del trasferimento, che sarebbe stato causato da malfunzionamenti degli impianti di climatizzazione. In realtà, queste ed altre voci si legarono piuttosto alla difficoltà di abbandonare lo 'storico' allestimento Sanpaolesi-Gabrielli, sebbene il Museo egizio, destinato a succedere negli spazi, garantisse il mantenimento dell'architettura originale.
Nel corso dei lavori la Soprintendenza ai Beni Artistici e Storici del Piemonte attuò alcune iniziative per garantire la continuità di accesso al patrimonio della Sabauda. Da segnalarsi, in particolare, l'apertura al pubblico del deposito temporaneo nel Castello di Moncalieri; e la mostra La Sabauda in Tour per le Città, un'esposizione temporanea aperta nell'estate del 2014 in 15 sedi, ubicate in tutte le province del Piemonte.
Il 4 dicembre 2014, alla presenza del Ministro per i Beni e le Attività Culturali Dario Franceschini, si è tenuta l'inaugurazione della Manica Nuova di Palazzo Reale, ora sede definitiva della Galleria Sabauda. La Galleria - ora collegata ai cosiddetti Musei Reali (che comprendono il Palazzo Reale, l'Armeria Reale, il Museo Archeologico, la Biblioteca Reale e lo spazio mostre di Palazzo Chiablese) - si basa su un progetto museologico del tutto nuovo, curato scientificamente dal Soprintendente Edith Gabrielli. Questo intervento è stato realizzato anche grazie ai fondi del Gioco del Lotto, in base a quanto regolato dalla legge 662/96.
Il progetto, basato sull'esposizione di 500 quadri, prevede fra l'altro una rivalutazione della collezione Gualino e delle opere del Novecento, messe a confronto al quarto piano del nuovo edificio.

## Opere esposte

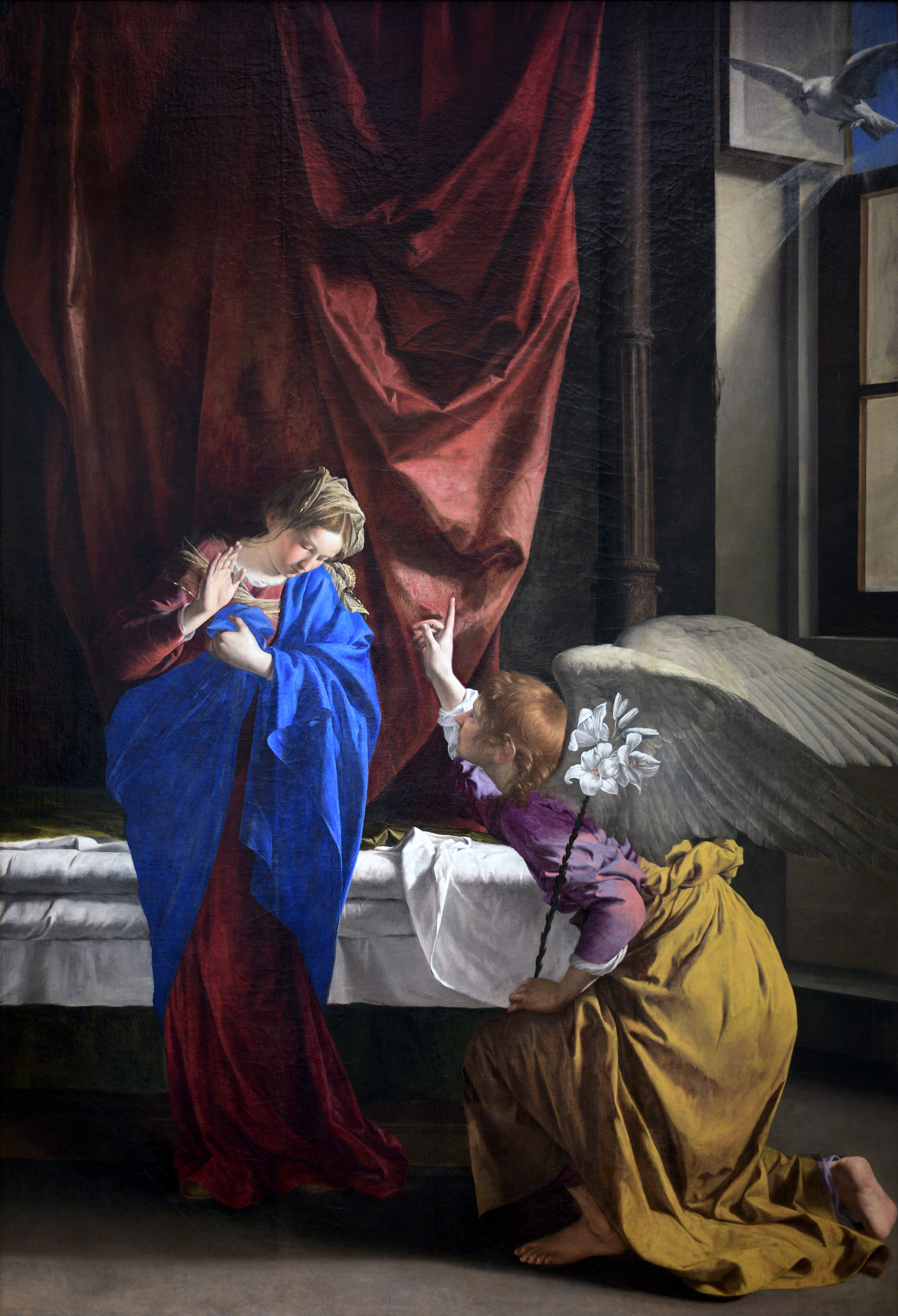
Orazio Gentileschi, L'Annunciazione del 1623 circa, uno dei fiori all'occhiello della collezione

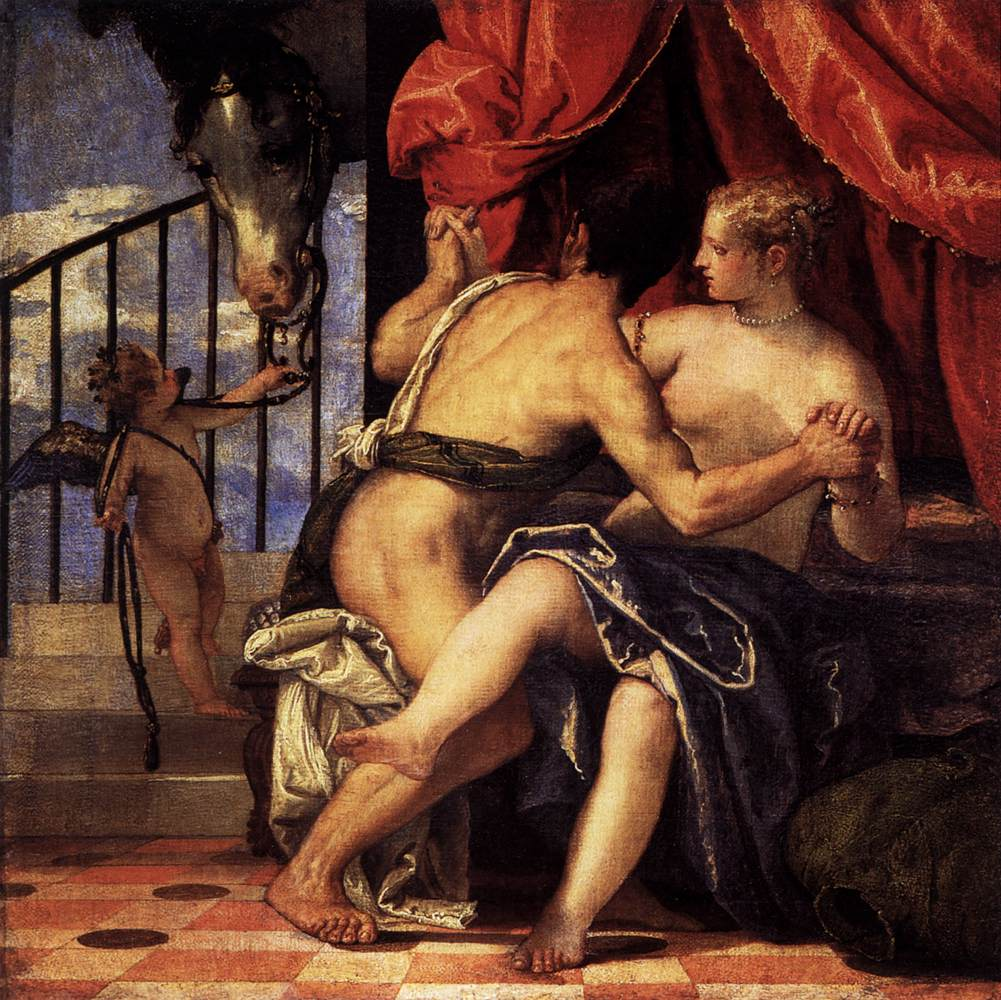
Paolo Veronese, Venere e Marte con Cupido e un cavallo del 1570 circa

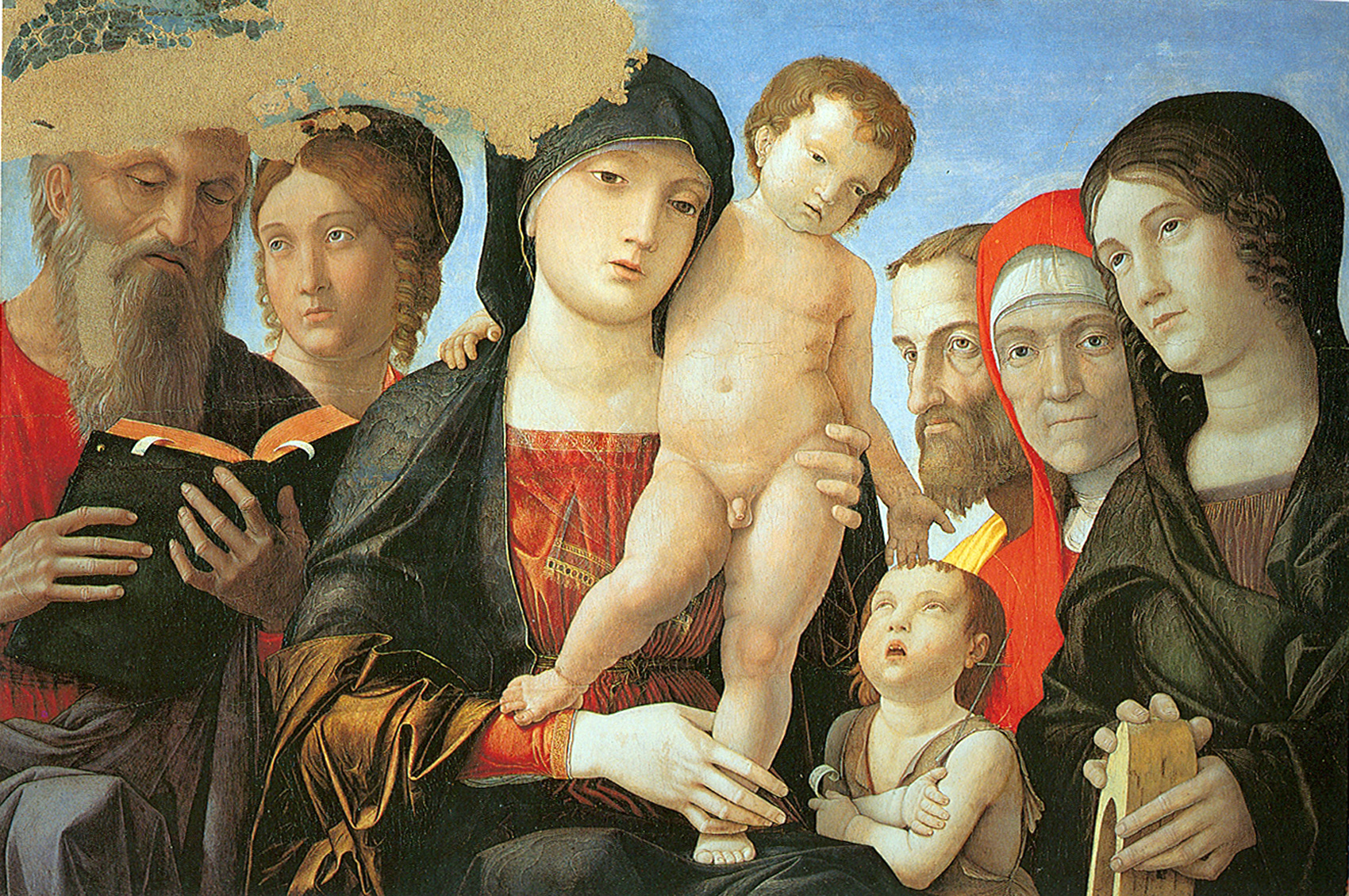
Andrea Mantegna, Madonna col Bambino e Santi del 1500 circa

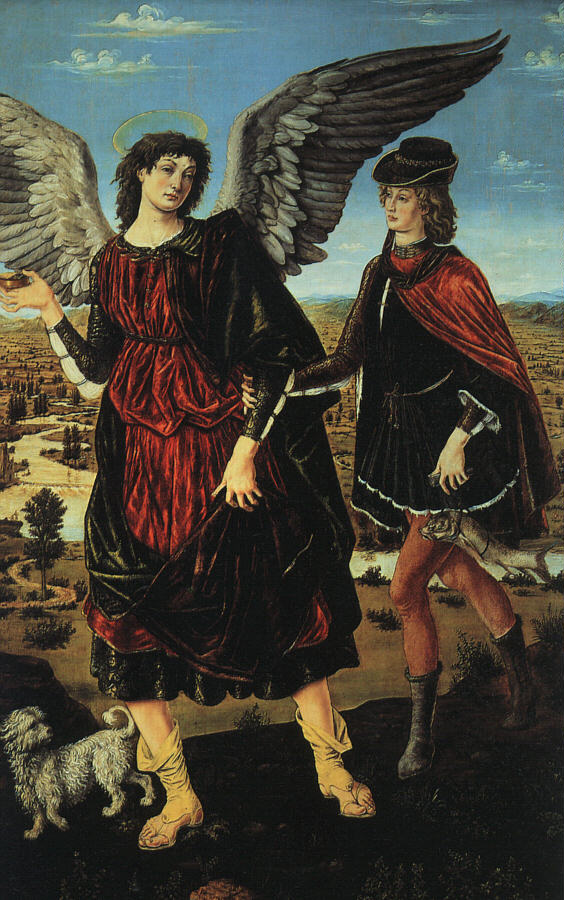
Piero del Pollaiolo, Arcangelo Raffaele e Tobiolo

L'attuale ordinamento della galleria prevede una sequenza per cronologia, o 'time line'. Fra i pezzi più significativi si segnalano:
- Giovanni Martino Spanzotti, Trittico della Madonna col Bambino e Santi Ubaldo e Sebastiano
- Defendente Ferrari, Polittico di Sant'Ivo
- Macrino d'Alba, Madonna in adorazione del Bambino con angeli; i santi Giuseppe, Giovanni Battista, Gerolamo, Solutore e un donatore
- Gerolamo Giovenone, Pala Buronzo
- Gaudenzio Ferrari,  Crocifissione
- Beato Angelico, Madonna col Bambino
- Andrea Mantegna, Madonna col Bambino e santi, 1500 circa
- Piero del Pollaiolo, Arcangelo Raffaele e Tobiolo, 1465-1470
- Filippino Lippi, Tre arcangeli e Tobiolo, 1485 circa
- Bronzino, Ritratto di Gentildonna
- Bergognone, Tavole della Predicazione di Sant'Ambrogio e della Consacrazione di Sant'Agostino
- Gerolamo Savoldo, Madonna col Bambino e santi Francesco e Gerolam
- Jan van Eyck, Stigmate di san Francesco, 1428-1429
- Petrus Christus,Madonna col Bambino
- Rogier van der Weyden, Committente inginocchiato e Visitazione dal Trittico dell'Annunciazione, 1434
- Orazio Gentileschi, Annunciazione, 1623
- Hans Memling, Passione di Cristo, 1470-1471 circa
- Rembrandt van Rijn, Ritratto di Vecchio
- Gerrit Dou, Giovane olandese alla finestra
- David Teniers il Giovane, Giocatori di Carte
- Guido Reni, Apollo che scortica Marsia
- Guercino, Erodiade che suona il liuto
- Francesco del Cairo, Erodiade con la testa del Battista
- Antoon van Dyck, Ritratto equestre del principe Tommaso di Savoia-Carignano, 1634 e I figli di Carlo I di Inghilterra, 1635
- Sebastiano Ricci, Susanna davanti a Daniele
- Bernardo Bellotto, Veduta di Torino dai Giardini Reali e  Veduta del vecchio ponte sul Po a Torino
- Duccio di Boninsegna, Madonna in trono con Bambino e due Angeli, 1280-1283
- Matteo di Gualdo (attribuito a), San Gerolamo
- Paolo Veronese, Cena in casa di Simone, 1556-1560
- Paolo Veronese, Venere e Marte con Cupido, 1570 circa
- Rubens, Deianira presta ascolto alla Fama
- Rubens, Ercole nel giardino delle Esperidi
- Paolo Pagani, Guarigione del cieco, 1682-1685
- Isidoro Bianchi (attribuito), Martirio di San Bartolomeo del 1631
- Sodoma, Morte di Lucrezia del 1515
- Smalti di Abraham Constantin acquistati da Carlo Alberto di Savoia nel 1826